# التهاب الجلد الساعي
التهاب الجلد الساعي (ويعرف أيضاً بالتهاب الجلد البطيني المستمر،:1026 التهاب جلد الأطراف المستديم، الْتِهابُ جِلْدِ الأَطْرافِ البَثْرِيّ، التهاب جلد الأطراف, الْتِهابُ جِلْدِ الأطْرافِ بحَسَبِ هالوبو، والتهاب جلد الأطراف المستمر) هو طفح جلدي نادر مجدب بثري يظهر بين على أصابع اليدين والقديمن وينتشر ببطء تقريباً.:1026:631:195